# Distretto di Gödöllő
Il distretto di Gödöllő (in ungherese Gödöllői járás) è un distretto dell'Ungheria, situato nella provincia di Pest.